# Салерон
Салерон (фр. Salleron) је река у Француској. Дуга је 52 km. Улива се у Англен. 